# Сенчак-при-Юршинцих
Сенчак-при-Юршинцих (словен. Senčak pri Juršincih) — поселення в общині Юршинці, Подравський регіон‎, Словенія.